# ジェイデン・ダンズ
ジェイデン・アレクサンダー・ダンズ（Jayden Alexander Danns, 2006年1月16日 - ）は、イングランド・マージーサイド州リヴァプール出身のプロサッカー選手。サンダーランドAFC所属。ポジションはフォワード。

## 経歴
8歳でリヴァプールFCのユースアカデミーに加入。U-16チームでプレーしていた際はオスグッド・シュラッター病に苦しんだ。16歳の時点でU-18チームでプレーしていた。
2023-24シーズンは、2023年8月から12月にかけて行われたU-18の公式戦全てで得点を記録し、U-18プレミアリーグカップでも3試合で4得点を記録した。
2023年9月、EFLトロフィーのモアカムFC戦に途中出場してプロデビューした。2024年2月21日のルートン・タウンFC戦にて、プレミアリーグの公式戦に初出場した。25日にはEFLカップ決勝のチェルシーFC戦に出場した。また、28日にはFAカップ5回戦のサウサンプトンFC戦にて、プロ初を含む2得点を記録。この試合に勝利し、プレイヤーオブザマッチに選出された。
2025年2月4日、EFLチャンピオンシップのサンダーランドAFCへレンタル移籍することが発表された。

## 代表歴
2023年10月にU-18イングランド代表に初選出された。

## タイトル

### クラブ
リヴァプールFC
- EFLカップ：1回（2023-24）